# Remigoła
Remigoła (lit. Ramygala) – miasto na Litwie, położone w okręgu poniewieskim, 24 km od Poniewieża, w rejonie poniewieskim. Według danych z 2020 miasto zamieszkiwało 1367 osób. Przez miasto przechodzi rzeka Upita.
Pierwsza wzmianka o mieście pochodzi z XIII wieku, w 1370 miejscowość zostało spalona przez zakon krzyżacki.